# Tubifera
Tubifera J.F. Gmel. (zlepniczek) – rodzaj śluzowców.

## Systematyka i nazewnictwo
Pozycja w klasyfikacji według Index Fungorum: Reticulariidae, Liceida, Myxogastria, Myxogastrea, Mycetozoa, Amoebozoa, Protozoa.
Synonimy naukowe: Alwisia Berk. & Broome, Siphoptychium Rostaf., Tubulifera O.F. Müll. ex Jacq., Tubulina Pers.

## Gatunki
- Tubifera applanata (Leontiev & Fefelov) Leontiev & Fefelov 2012[4].
- Tubifera bombarda (Berk. & Broome) G.W. Martin 1961
- Tubifera casparyi (Rostaf.) T. Macbr. 1899 – zlepniczek podsadnik[5]
- Tubifera cribrariodes (Emoto) Emoto 1977
- Tubifera dictyoderma Nann.-Bremek. & Loer. 1985
- Tubifera dimorphotheca Nann.-Bremek. & Loer. 1981
- Tubifera ferruginosa (Batsch) J.F. Gmel. 1791 – zlepniczek walcowaty
- Tubifera fragiformis (Bull.) J.F. Gmel. 1792
- Tubifera microsperma (Berk. & M.A. Curtis) G.W. Martin 1947
- Tubifera papillata G.W. Martin, K.S. Thind & Sohi 1957

Wykaz gatunków i nazwy naukowe na podstawie Index Fungorum.